# AVN Adult Entertainment Expo

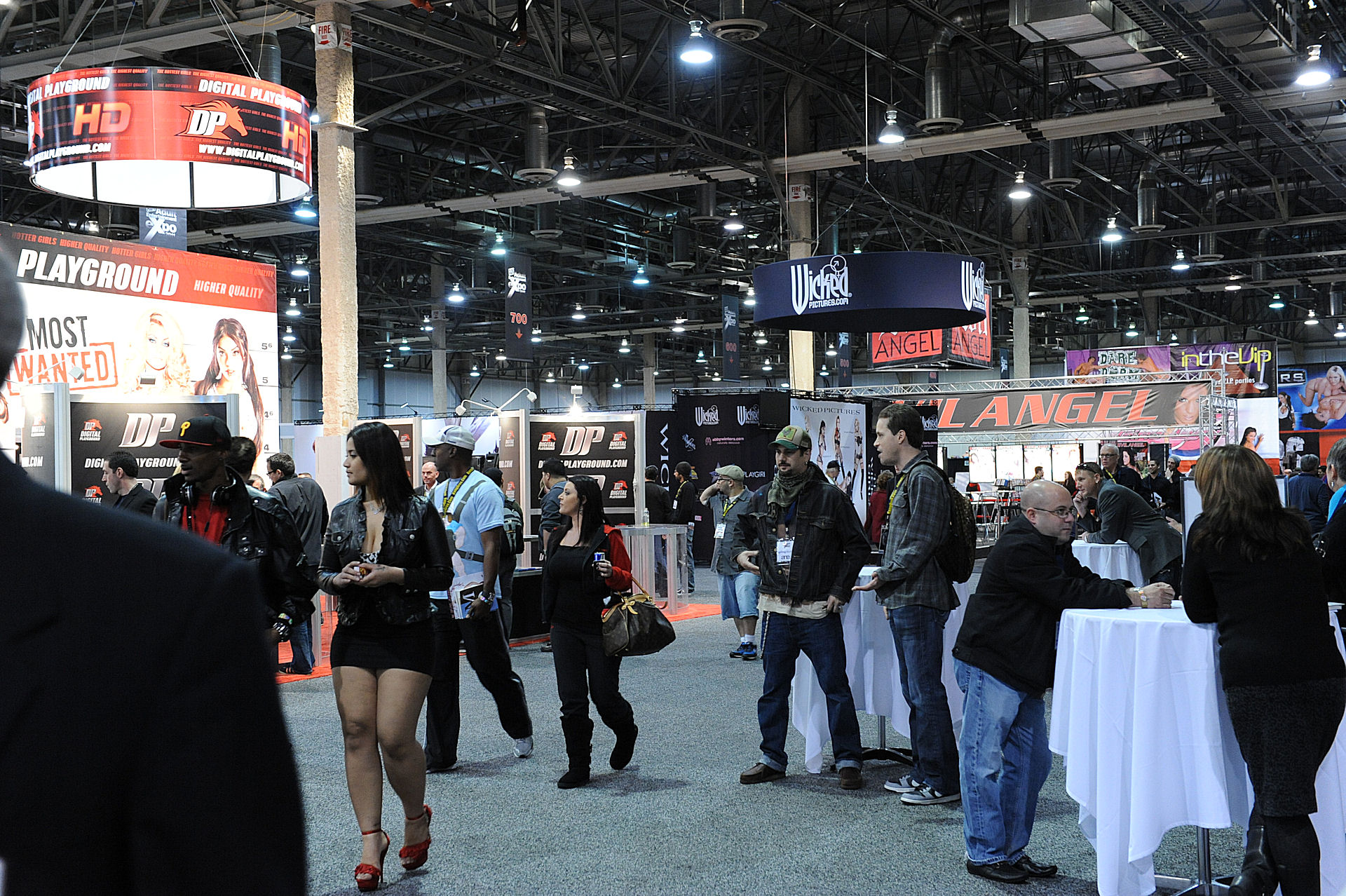
Blick auf die AEE 2011

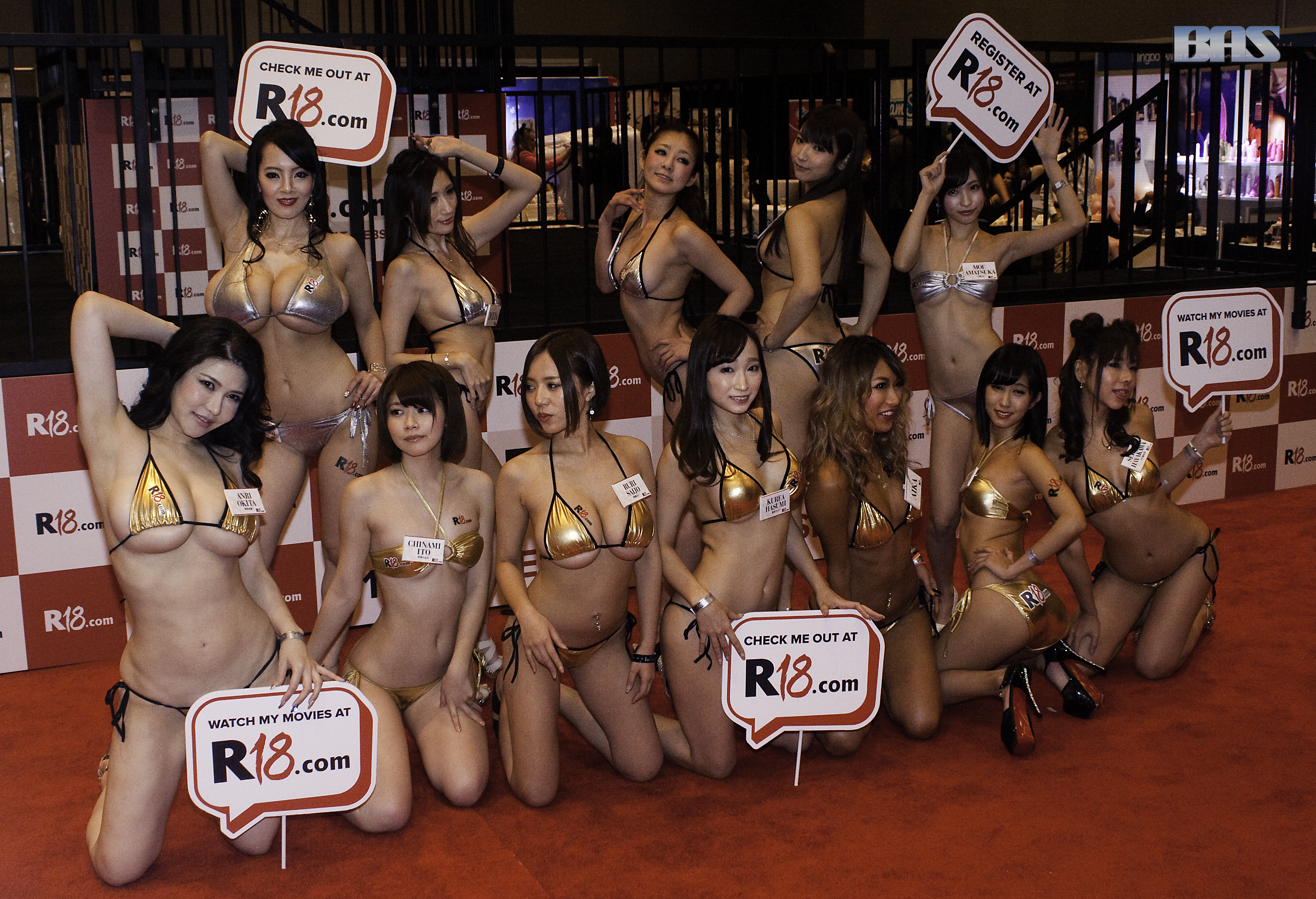
Darsteller auf der AVN Adult Entertainment Expo 2016

Die AVN Adult Entertainment Expo, abgekürzt mit AEE, ist eine jährlich im Januar in Paradise stattfindende Erotikmesse. Die letzte Messe fand vom 24. Januar 2024 bis zum 27. Januar 2024 statt.
Die größte Messe dieser Art in den Vereinigten Staaten wird veranstaltet von Adult Video News (AVN). Bereits seit den 1980er Jahren waren Erotik- und Pornoproduzenten auf der Technikmesse Consumer Electronics Show (CES) vertreten, um ihre Filme im Zusammenhang mit den neuen Videorekordern zu vermarkten. Innerhalb der CES fühlten sie sich jedoch oftmals ausgegrenzt und an den Rand gedrängt, weshalb Paul Fishbein, 1983 Gründer der AVN, Ende der 1990er Jahre die Adult Entertainment Expo als unabhängige Veranstaltung gründete, die in den ersten Jahren weiter auf der CES stattfand und auch später noch von den interessierten Besuchern der CES profitierte. Eigener Austragungsort war Anfang Januar, damit zeitlich parallel zur CES, lange das Sands Expo Center im Venetian Resort Hotel in Paradise. Seit 2012 trennte sich die AVN Expo auch zeitlich von der Consumer Electronics Show und wurde dann immer Ende Januar im Hard Rock Hotel and Casino der Stadt veranstaltet. 2024 dann in der Resorts World Las Vegas.
Die Messe kann nicht durchgängig von jedem besucht werden. Grundsätzlich richtet sich die Veranstaltung an den ersten zwei Tagen ausschließlich an Fachpublikum, an den folgenden zwei Tagen gibt es offene Stunden, an denen der Besuch für Fans möglich ist. Am Abend des vierten und letzten Tages werden, im Rahmen einer großen Show, die AVN Awards verliehen.